# The Movies
The Movies ist ein Computerspiel, entwickelt von den Lionhead Studios, das am 10. November 2005 über Activision für Windows und Mac OS X veröffentlicht wurde. Der Spieler baut darin ein Filmstudio auf und produziert Filme. Da die Verkaufszahlen unter den Erwartungen blieben, wurde die Entwicklung der Spielekonsolen-Versionen vorzeitig eingestellt. Am 9. Juni 2006 erschien das Add-on Stunts & Spezialeffekte, mit dem sich die Filme individueller gestalten und viele Stunts und Spezialeffekte einbauen lassen. Eine Besonderheit sind die von Filmmusikproduzent Daniel Pemberton exklusiv komponierten 100 Songs, die sowohl im Ingame-Radio als auch in den eigenen Filmen als Hintergrund laufen.

## Spielprinzip

### Spielziel
Ziel des Spieles ist es, ein Filmstudio aufzubauen und erfolgreiche Filme zu produzieren. Dabei ist der Spieler sowohl Regisseur der Filme als auch Leiter des Filmstudios in Personalunion. Das Spiel beginnt dabei in den 1920er Jahren und endet im Jahr 2000 bezüglich der Erforschung neuer Technologien. Ein Endlosspiel ist auch über das Jahr 2000 hinweg möglich.
Neben dem „Kampagnen-Modus“ gibt es auch einen „Sandkastenmodus“, in dem man ohne spielerische Beschränkungen Filme drehen kann. Hierbei kann man individuell einstellen, in welchem Jahr man anfangen möchte und frei spielen und entwickeln.

### Eigene Filme
Neben einer klassischen Wirtschaftssimulation mit Elementen aus Die Sims ist der Kern des Spiels ein Tool zum Kreieren eigener Filme: Der Spieler darf dabei aus einer großen Anzahl von fertig geskripteten Szenen, Darstellern, Kostümen oder Kulissen wählen, und diese nach Belieben miteinander kombinieren. Das Spiel bewertet diese Zusammenstellung und lässt sie in den Wirtschaftspart des Spiels einfließen. Außerdem kann man seine selbst erstellten Filme auf eine Onlineplattform hochladen. Die Filme können dann von Dritten angeschaut und bewertet werden. Dadurch erhält man Geld in einer virtuellen Währung, für die man sich neue Sets und Gegenstände für das Spiel herunterladen kann. Ihre Einzigartigkeit sollen diese Filme dadurch bekommen, dass Spieler ihre eigenen Hintergrundmotive und Musikdateien integrieren können. Der Hersteller verspricht außerdem, eine ausreichende Anzahl von Grafiken mitzuliefern.
Das Grundprinzip ähnelt dabei dem einer Schnittsoftware für Videofilme: zur Auswahl stehen die jeweils verfügbaren Sets und eine Vielzahl möglicher Szenen. Diese Szenen können zudem mit mehreren Schiebereglern beeinflusst werden und zum Beispiel ein trauriges statt eines fröhlichen Endes haben. Diese Sets können außerdem mit Requisiten ausgestattet oder durch andere Beleuchtung oder Effekte weiter beeinflusst werden. In den gewählten Szenen werden mögliche Rollen durch Holzpuppen dargestellt: durch Ablegen eines Symbols eines Schauspielers kann der Spieler entscheiden, welche Rolle er mit welchem Charakter besetzen möchte. Das Spiel unterscheidet dabei zwischen Haupt-, Neben- und Statistenrollen, deren Darsteller alle im Wirtschaftspart des Spiels angeheuert werden müssen.
Hat der Spieler seine Auswahl an Szenen und Darstellern getroffen, kann das Skript im weiteren Spiel produziert werden: The Movies visualisiert diesen Prozess, indem Crew, Regisseur, Darsteller und andere beteiligte Mitarbeiter zu den passenden Kulissen schreiten und die Szenen einzeln aufgestellt, gespielt und abgelichtet werden.
Ist dieser Prozess abgeschlossen, wird der Film veröffentlicht, das Spiel bewertet die Zusammenstellung und der Spieler darf sein Werk mit dem Stand der (im Spiel) aktuellen Technik bewundern: Filme des Anfangs bis Mitte des 20. Jahrhunderts werden als Stummfilm mit knisternder schwarz-weiß Optik dargestellt. Der Film steigert nun Einkommen und Ansehen der Darsteller und des Studios und wird gegebenenfalls bei einer regelmäßig stattfindenden Preisvergabe geehrt.

### Steuerung
Das Spiel zeichnet sich durch eine intuitive Benutzerschnittstelle aus, die dem Spieler ermöglicht, alle regelmäßigen Handlungen, z. B. das Einstellen von Schauspielern, Casting von Filmcrews oder das Vermarkten von Filmen durch Ziehen und Ablegen der Personen bzw. Symbolen in den Räumen der passenden, auf dem Studiogelände gebauten, Gebäude zu vollziehen. Dabei weisen Hilfslinien stets zu der momentan sinnvollsten Aktion. Dadurch, dass Gebäude und Techniken erst im Spielverlauf verfügbar werden, limitiert das Spiel außerdem die Optionsvielfalt, so lernt der Spieler Schritt für Schritt alle wichtigen Elemente kennen.
Eine Zeitleiste kündigt kommende Weltereignisse grafisch an; das Spiel lehnt sich dabei an reale Ereignisse an, so steigert die erste Weltumrundung in einem Flugzeug kurzfristig die Beliebtheit des Genre Sci-Fi beim Publikum.
Als weiteres Medium nutzt The Movies einen fiktiven Radiomoderator, der aus dem Off Ereignisse des Spielverlaufs kommentiert oder eine kurze komödiantische Einlage liefert.

## Starmaker
The Movies beinhaltet ein externes Tool, welches man auch auf der offiziellen Website des Spiels herunterladen kann, mit welchem sich die Gesichtszüge eines Stars individuell einstellen lassen. Die Möglichkeiten sind dabei sehr umfangreich.
Die weitere Gestaltung des eigenen Stars erfolgt dann innerhalb des Hauptspiels, in welchem dem Star verschiedene Kleidung angelegt werden kann.

## Technik
The Movies basiert auf einer eigens von den Lionhead Studios entwickelten 3D-Engine. Die auf Performance optimierte Architektur erlaubt es, The Movies auch auf Rechnern mit schwächerer Hardwareausstattung zu spielen.

## Sprecher
Die deutsche Sprachfassung entstand durch Effective Media in München.
| Rolle               | Deutscher Sprecher |
| ------------------- | ------------------ |
| William McDuff      | Mario Hassert      |
| "Mad Dog" John      | Michael Lucke      |
| Randy „Iceman“ Shaw | Donald Arthur      |
| Whispering Kristin  | Tanja Haller       |

## Rezeption

### Bewertungen
- PC PowerPlay: 88 %
- GameStar: 85 %

### Auszeichnungen
- British Academy Video Games Awards 2006 – „Beste Simulation“

## Stunts & Spezialeffekte (Add-on)
The Movies: Stunts & Spezialeffekte ist eine Erweiterung, ebenfalls aus dem Hause Lionhead. Sie wurde am 7. Juni 2006 veröffentlicht. Mit dem Add-on ist es dem Spieler nun möglich, die Schauspieler dicker/dünner und optisch jünger/älter zu machen. Des Weiteren sind 15 neue Sets, 58 neue Kostüme und zwei Minisets in Form einer Großstadt enthalten. Außerdem wurden die Effekte grundlegend erneuert und durch eine große Anzahl neuer Partikeleffekte ersetzt und erweitert. So sind nun Autostunts oder das Sprengen von Glas möglich. Hierfür gibt es nun auch den Charakter des Stuntmans, welcher für die Schauspieler einspringen kann, um die Produktion nicht zu gefährden. Zudem wurde der Modus „Freie Kamera“ integriert, der es erlaubt, selbst Hand anzulegen und die Kamerafahrten und Winkel nach Belieben darzustellen.

## The Movies Online
The Movies Online (abgekürzt TMO) war eine Internetplattform von Lionhead, auf der jeder Studiobesitzer seine Filme veröffentlichen konnte. Auf der von Lionhead Studios zur Verfügung gestellten Internetplattform konnte jeder Studiobesitzer seine mit dem Spiel gedrehten Filme (Machinimas) veröffentlichen und andere Filme ansehen und bewerten. Bis zur Schließung wurden mehr als 120.000 Filme auf The Movies Online hochgeladen. Es gab eine gemeinsame Seite für The-Movies-Spieler aus aller Welt, die Seite selber war auf Englisch. Anfangs betrug der Speicher pro Studio 25 MB, kurz vor der Veröffentlichung des Add-ons The Movies: Stunts und Spezialeffekte wurde er auf 35 MB aufgestockt und Besitzer der Erweiterung erhalten sogar 50 MB, was ca. 50 Minuten Film entspricht.
Am 7. November 2005, einen Tag vor dem Release von The Movies in den USA, gab Lionhead bekannt, dass die The Movies-Community-Seite gestartet wurde. Auf dieser Seite sollte es den The Movies-Fans möglich sein, die mit dem Spiel gedrehten Filme zu veröffentlichen, sie ansehen und bewerten zu lassen und in den Charts nach oben klettern zu sehen.
Erste Statistiken gab es am 14. November, wobei auch die Probleme mit den Fakevotern angesprochen wurden. Die ersten Hot Picks wurden am 18. November des gleichen Jahres vorgestellt. Am 5. Dezember 2008, drei Jahre nach der Veröffentlichung des Spiels, stellte Lionhead den Betrieb der Plattform ein.

### Chart-System und Auszeichnungen für Filme
Die Charts wurden durch Anzahl der „Reviews“, der Anzahl der beim Review vergebenen Sterne und Tage seit dem Upload berechnet. Bei einem Review konnten Sterne vergeben werden, 1 Stern war das Minimum, 5 Sterne waren die Höchstbewertung. Die Anzahl der Reviews war von höherer Relevanz als die Anzahl der vergebenen Sterne. Dadurch konnte es geschehen, dass sehr schlechte und kurze Filme mit schlechter Durchschnittsbewertung sehr weit oben in den Charts landeten, weil sie viele Bewertungen hatten. Durch dieses System gab es allerdings ein weiteres Problem, die sogenannten „Fakevoter“ (engl. fake = gefälscht, falsch, erfunden), Spieler, die noch keine Filme hochgeladen haben und daher kein Studio haben und anderen Filme 1 Stern geben, um den jeweiligen Film in den Charts nach unten zu befördern.
Die Hall Of Fame verlieh am Ende eines jeden Monats Awards für die Chart-Positionen aller Filme, für die besten Filme jedes Genres und für die besten Filme, die mit dem Erweiterungspack gedreht wurden. Auszeichnungen erhielten jeweils die ersten drei Plätze in jeder Kategorie. Die Hall Of Fame wurde mit dem Erweiterungspack eingeführt.
Die Hot Picks waren die ausgezeichneten Filme, die von den einzelnen Fanseiten gewählt wurden. Hierfür wurden von den Community-Mitgliedern die besten Filme nominiert, wovon später 2 bis 4 Filme zum Hot Pick wurden und dann auf der Startseite von TMO gezeigt wurden. Hot Picks wurden immer in regelmäßigen Abständen gewählt, meist 1 oder 2 Wochen.

### Virtuelle Credits (VCs)
Die VCs waren das virtuelle Zahlungsmittel auf The Movies Online. Für jede Bewertung, die er für die eigenen Filme erhielt, wurden dem Studiobesitzer 200 VCs auf sein virtuelles Konto gebucht. Damit konnte man sich neue Spielinhalte wie Sets und Kostüme kaufen und seit dem Erscheinen des Add-ons Stunts& Spezialeffekte konnten mit den VCs auch andere Spieler für Mods, die Vertonung der Filme und ähnlichen Dingen bezahlt werden. Seit dem Add-on konnten für 1000 VCs auch Poster in den Maßen 225×150 Pixel in den Formaten JPG, GIF und PNG hochgeladen werden, die später auf der Startseite gezeigt wurden und verlinkt waren. Es konnte pro Studio immer nur ein Poster aktiv sein. Wollte man ein anderes Poster aktivieren, so musste man zuerst das aktive Poster deaktivieren oder warten, bis es nach einer Woche automatisch wieder deaktiviert wurde.